# Daleville (Alabama)
Daleville – miasto w Stanach Zjednoczonych, w stanie Alabama, w hrabstwie Dale. W roku 2023 miasto zamieszkiwało 4926 osób, a gęstość zaludnienia wynosiła 140,7 osoby/km².